# Heinrich Stuhlmann

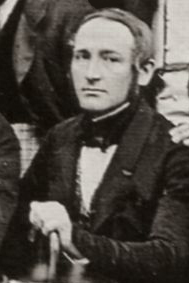
Heinrich Stuhlmann, 6. Mai 1843

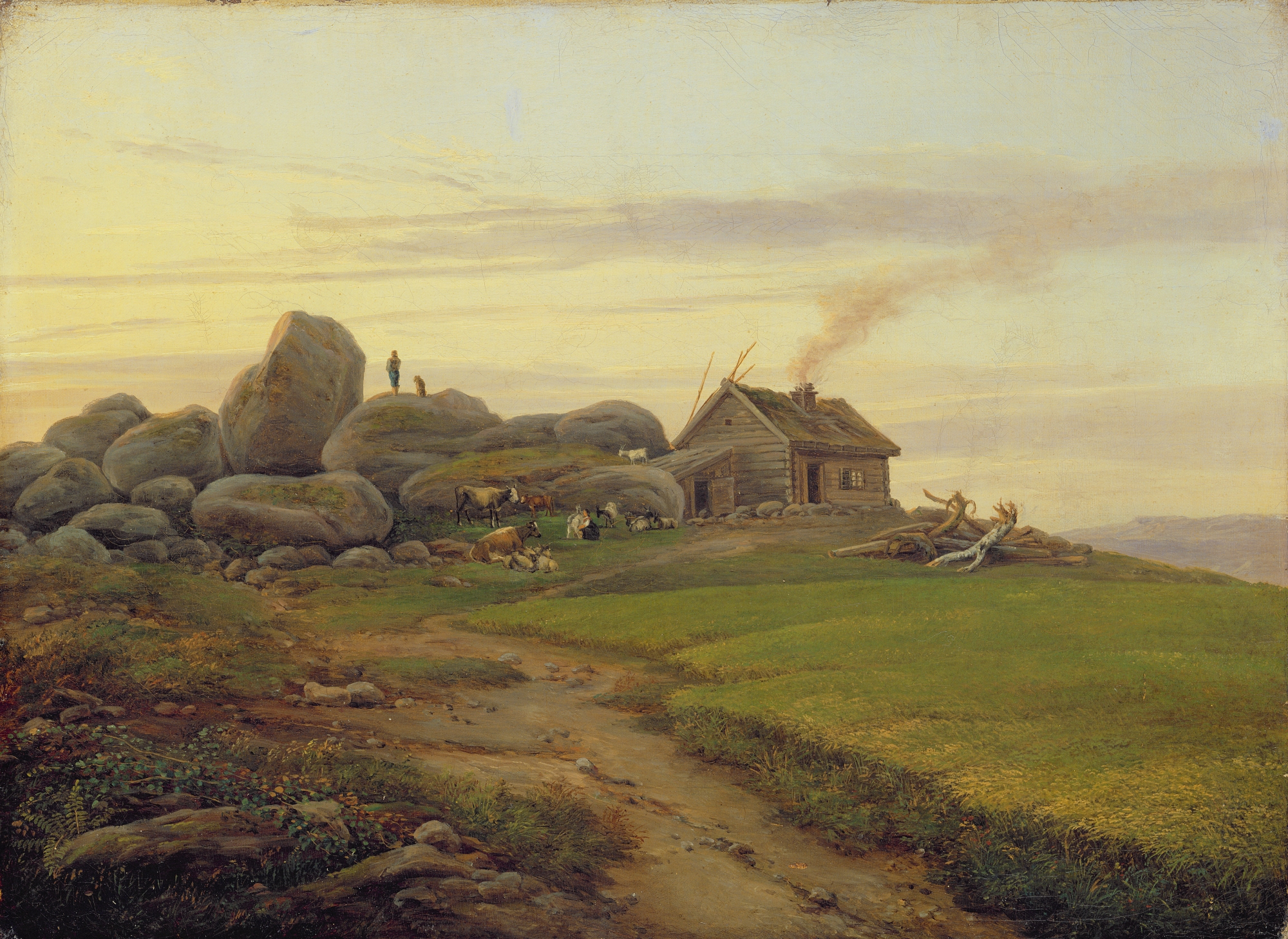
Bergeshöh, Kopie nach einem Gemälde von Johan Christian Clausen Dahl, 1827, Hamburger Kunsthalle

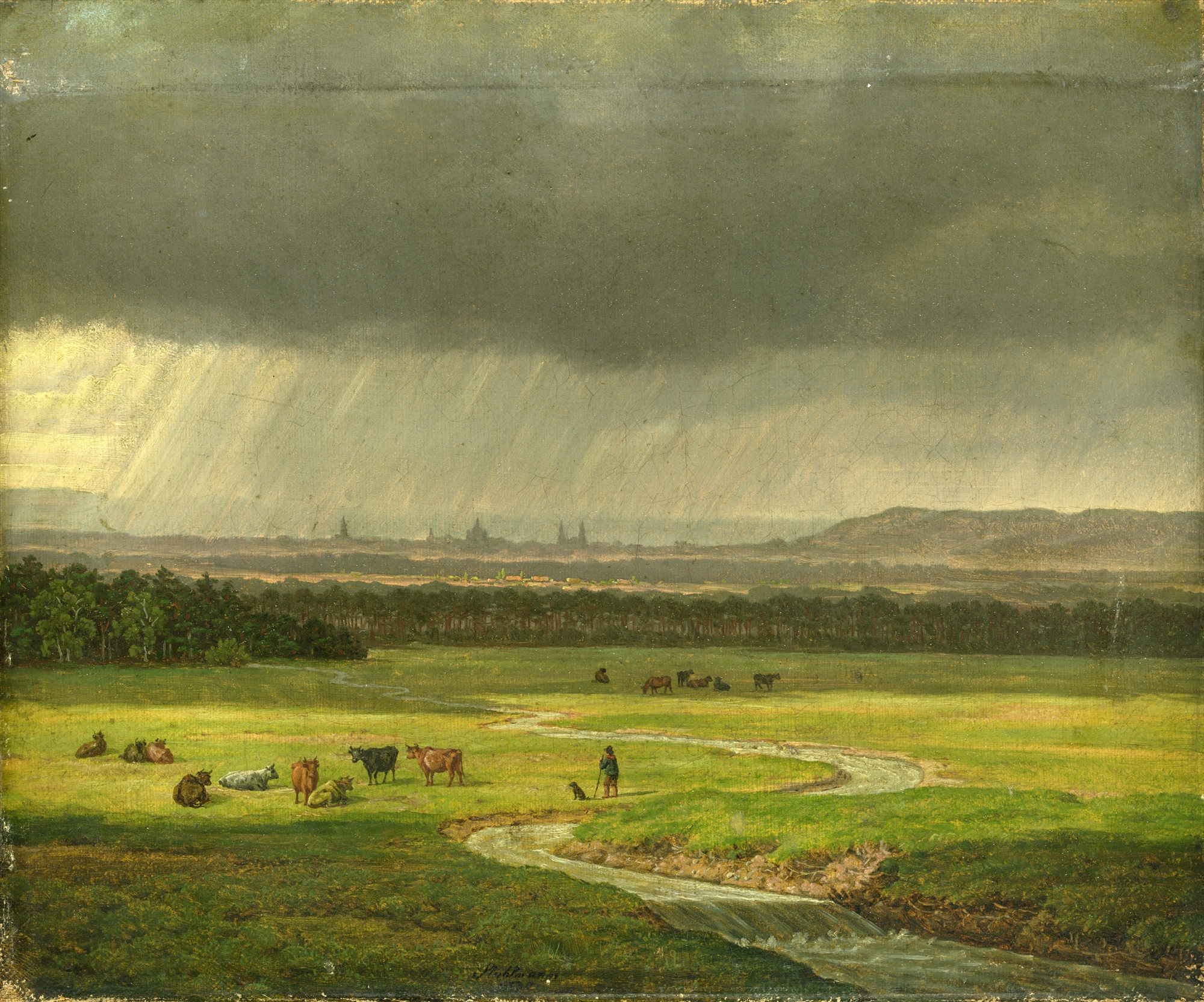
Landschaft mit Blick auf Dresden, 1830, Hamburger Kunsthalle

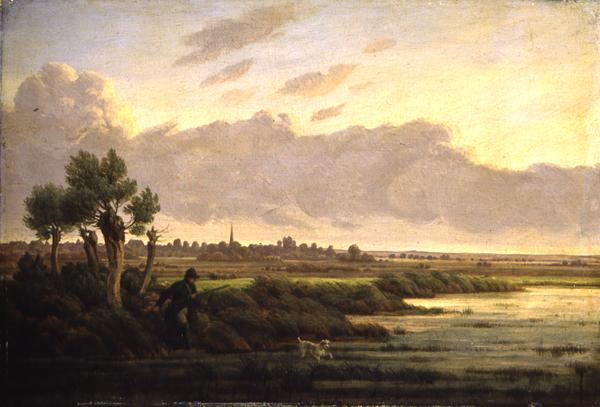
An der Alster bei Winterhude, 1834, Hamburger Kunsthalle

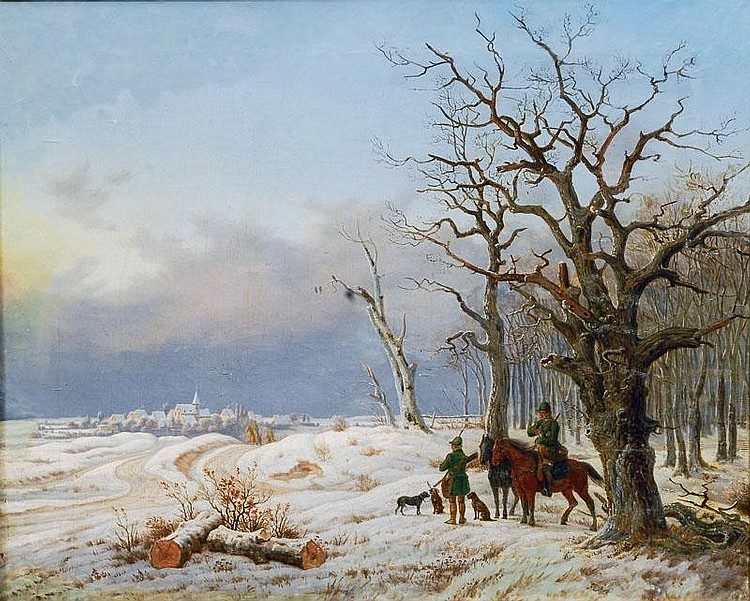
Jäger in Winterlandschaft, 1834

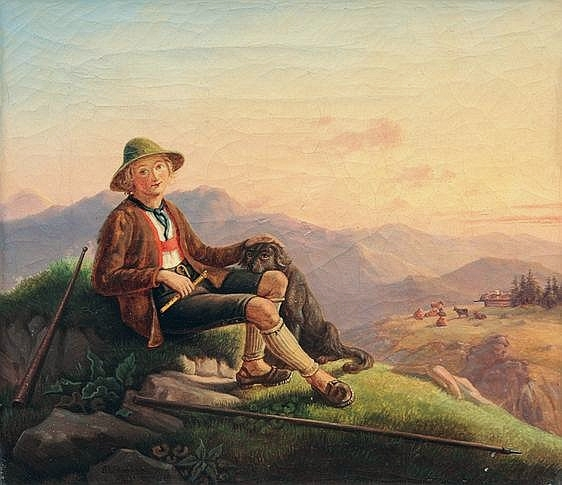
Hirte mit Hund, 1841

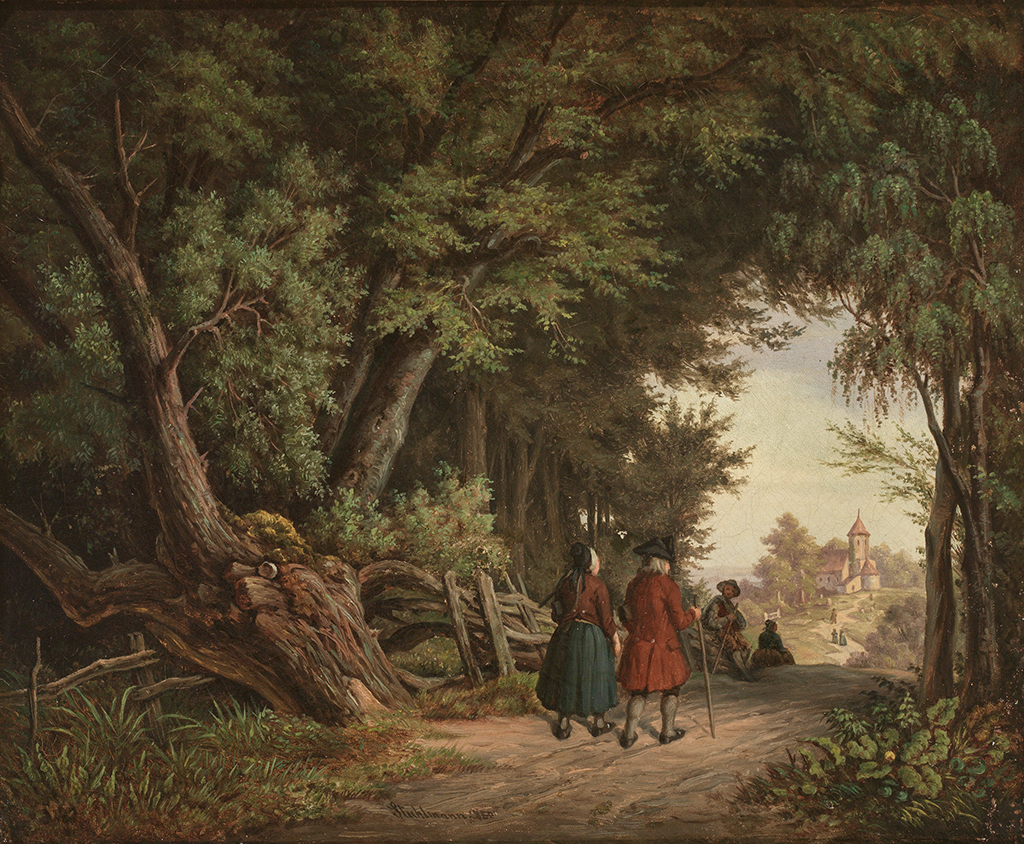
Romantischer Waldweg mit Figurenstaffage und Durchblick auf Kirchlein, 1850

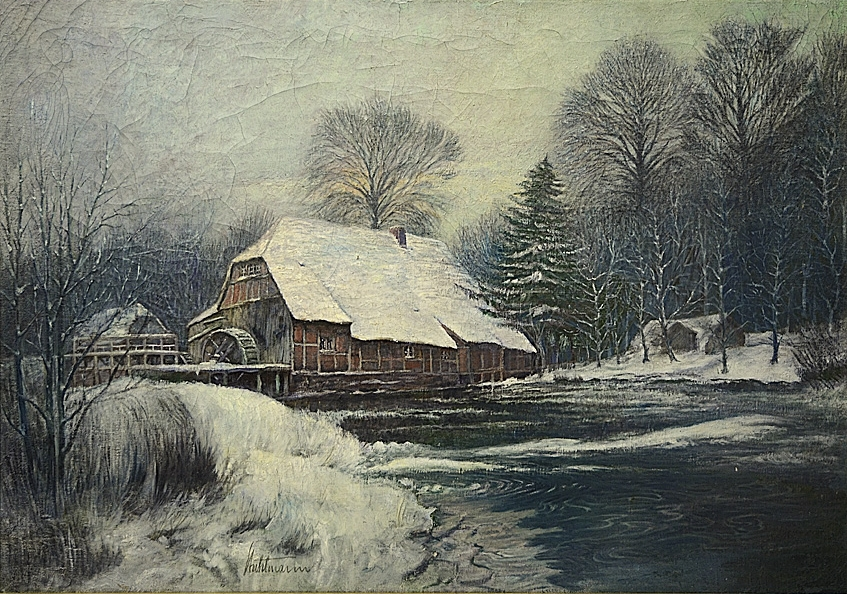
Wintertag

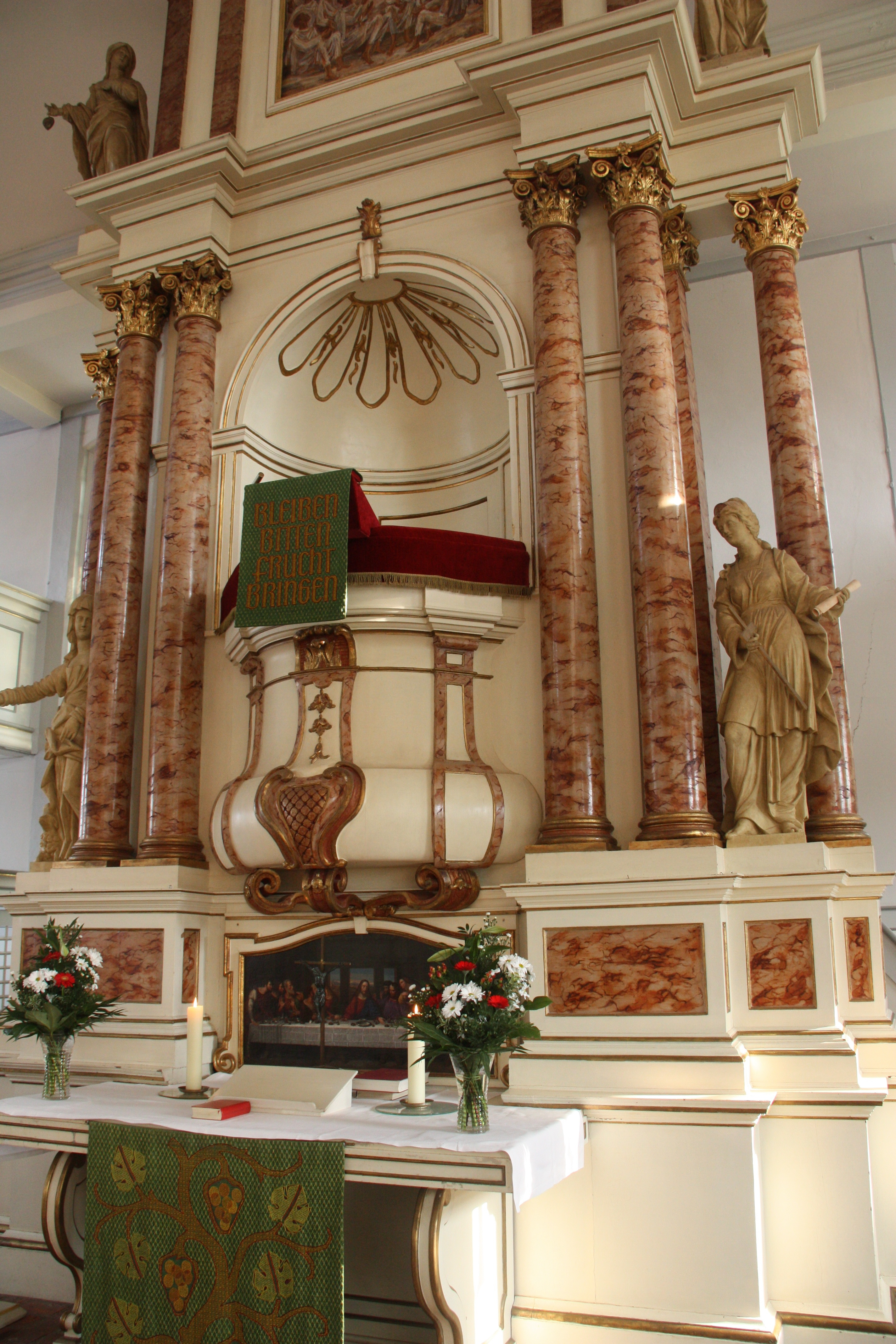
Das letzte Abendmahl von 1843 im Altar der Nienstedtener Kirche

Heinrich Stuhlmann (* 28. Dezember 1803 in Hamburg; † 23. Oktober 1886 ebenda) war ein deutscher Maler und Grafiker der Hamburger Schule sowie Fotograf.

## Leben
Heinrich Stuhlmann wurde als Sohn des Assekuranz- und Kaffeemaklers Johann Daniel Stuhlmann in Hamburg geboren, der zur Geburtszeit in der Fuhlentwiete 193 in Hamburg-Neustadt wohnte. Nach dessen frühen Tod um 1814 übernahm sein Onkel Matthias Heinrich Stuhlmann (1774–1822), der Pastor an der Hauptkirche Sankt Katharinen war, seine weitere Erziehung. Nachdem der Wunsch, Maler zu werden, immer mehr in ihm heranreifte, nahm er nach seiner kaufmännischen Lehre Unterricht bei Gerdt Hardorff. Anschließend studierte er an der Königlich Dänischen Kunstakademie in Kopenhagen, wo er einige Jahre im Atelier von Christian David Gebauer arbeitete.
1825 kehrte er nach Hamburg zurück und wurde Mitarbeiter der Zeitung für Pferdeliebhaber, die Major H. von Wachenhusen herausgab. Für Pferdestudien reiste er nach Mecklenburg und führte zudem Aufträge für den Adel aus. Ein Jahr stand er im Dienste des Großherzogs von Mecklenburg Friedrich Franz I. und zeichnete Pferde des Landgestütes Redefin, malte aber auch verschiedene Interieurs. In Pommern betrieb er Landschaftsstudien und reiste danach mit einem Edelmann nach Berlin, um bei dem Aufbau dessen Privatgalerie zu helfen. 1830 reiste er nach Dresden, um bei Johan Christian Clausen Dahl Landschaftsmalerei zu studieren.
Am 17. September 1832 gründete er mit 14 weiteren Künstlern den Klub Hamburgischer junger Künstler, der bald in Hamburger Künstlerverein umbenannt wurde. Spätestens 1833 wohnte er in der Borgeschstraße 314 (existiert nur noch teilweise als Soester Straße) in Hamburg-St. Georg. Für den Leutnant der Hamburgischen Garnison H. C. Hyllestedt zeichnete er Pferde, die dieser für dessen 1833 erschienenes lithografiertes Werk benötigte, das Uniformen der dänischen Armee zum Thema hatte.
1834 fertigte der Dresdner Maler Carl Heinrich Kiehlmann (1801–1866) in Hamburg mit einem Graphitstift eine Porträtzeichnung von Heinrich Stuhlmann an. Bald darauf befand diese sich in der Porträtsammlung von Carl Christian Vogel von Vogelstein, der die Sammlung Johann von Sachsen überließ, sodass die Zeichnung 1858 ins Kupferstichkabinett Dresden gelangte. Seit dem Zweiten Weltkrieg gilt die Zeichnung als vermisst und ist bei der Koordinierungsstelle für Kulturgutverluste Lost Art gelistet.
Der Kunstverein in Hamburg kaufte 1834 das Gemälde Entenjäger vor Eppendorf und eine Winterlandschaft. Später kaufte er von ihm auch Radierungen für die Verlosungen des Vereins. 1836 zog Heinrich Stuhlmann in die Straße Schützenpforte 4 bei der Niedernstraße in Hamburg-Altstadt und 1838 in die Schützenpforte 3. 1838 und 1839 kamen drei Hefteditionen mit Radierungen Stuhlmanns heraus, das erste Heft mit 8 Blättern Landschaften, das zweite mit 6 Blättern wilder Tiere und das dritte mit 4 Blättern Interieurs.
Am 4. April 1842 trat er dem Kunstverein in Hamburg bei. Im Mai 1842 ging beim Großen Brand in Hamburg ein Teil seiner Gemälde verloren, obwohl er außerhalb des Brandgebietes wohnte und nicht betroffen war. 1842, vermutlich nach dem Brand, zog er in die Böckmannstraße 24 im Stadtteil St. Georg.
In der Versammlung des Hamburger Künstlervereins am 29. April 1843 lud der Maler und Daguerreotypist Carl Ferdinand Stelzner die anderen Künstler ein, sich von ihm als Gruppe am Sonnabend, den 6. Mai 1843 um 5 Uhr nachmittags daguerreotypisieren zu lassen. An dem Tag entstanden zwei Daguerreotypien, eine mit 15 und eine mit 19 Künstlern. Heinrich Stuhlmann ist auf beiden Daguerreotypien von den sitzenden Künstlern der dritte von rechts. Beide Daguerreotypien sind im Besitz des Museums für Kunst und Gewerbe in Hamburg.

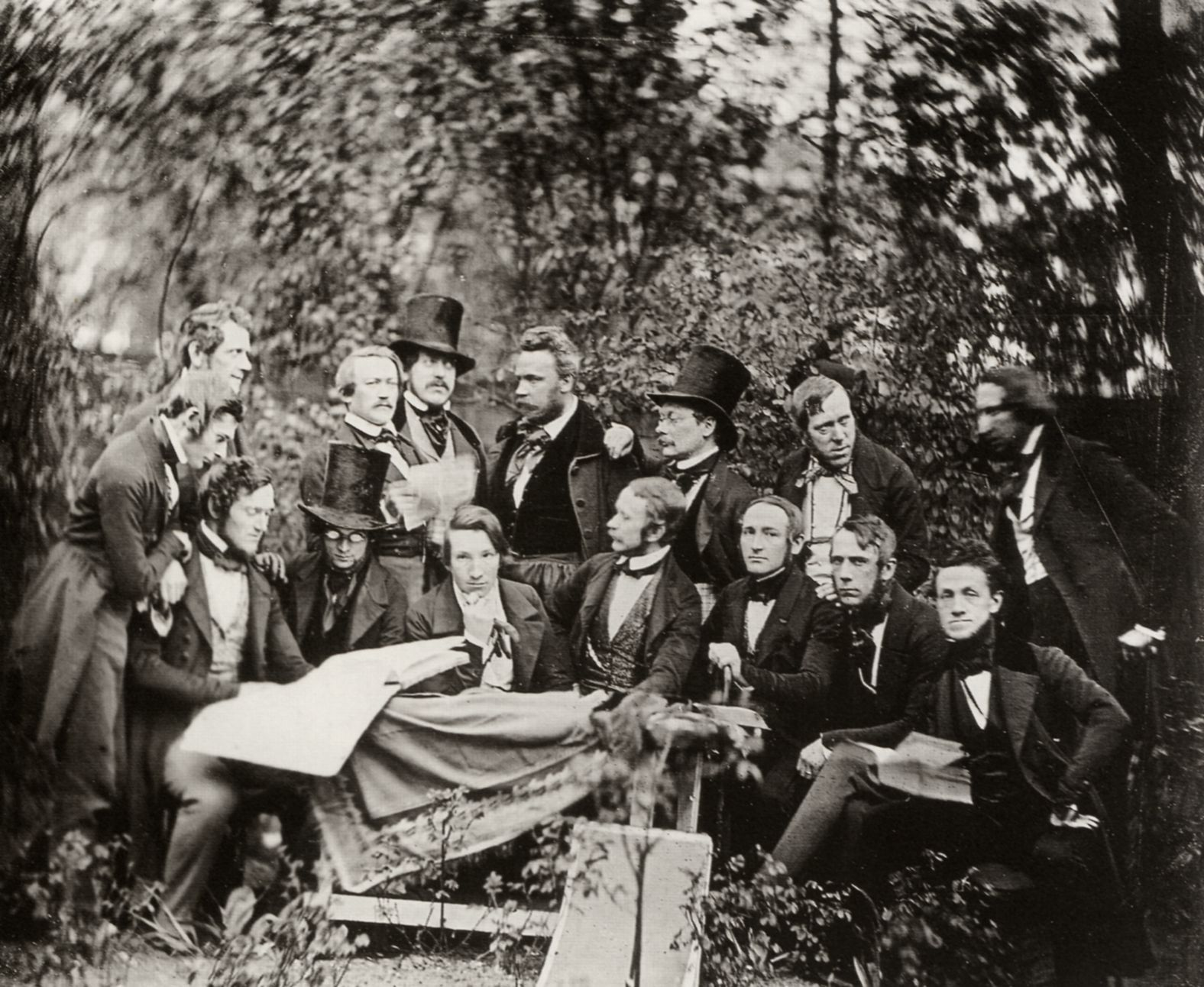
15 Künstler
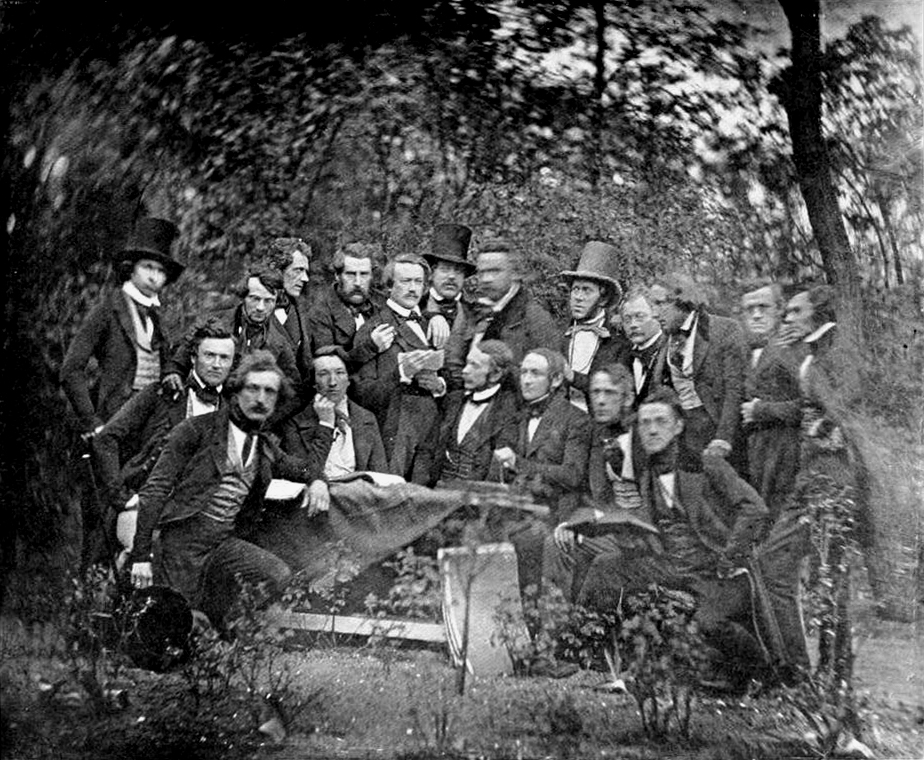
19 Künstler

1843 gab der Kaufmann Joachim Lorenz de la Camp (1781–1864) bei Heinrich Stuhlmann das Ölgemälde Das letzte Abendmahl für die Predella des Altares der Nienstedtener Kirche in Auftrag, das er am 30. Juni 1843 zu seinem 50-jährigen kaufmännischen Jubiläum der Kirche zusammen mit zwei silbernen Altarleuchtern und einer silbernen Abendmahlskanne schenkte. Als Vorlage für das Gemälde diente Leonardo da Vincis Wandgemälde Das Abendmahl. Auf der Rückseite des Gemäldes erinnert ein Text an das Jubiläum de la Camps sowie an sein 40-jähriges Zusammensein mit seiner Frau Maria Cornelia, geb. Pehmöller.
1846 zog Heinrich Stuhlmann in die Fuhlentwiete 70 in Hamburg-Neustadt, 1849 in die Neue Gröningerstraße 8 in Hamburg-Altstadt, 1851 in die Alstertwiete 14 im Stadtteil St. Georg und 1854 in die Böckmannstraße 47. In den Jahren 1863 bis 1868 betrieb er ein Fotoatelier in der Straße Lange Reihe 43, aber malte zudem auch. 1868 gab er das Fotoatelier wieder auf und zog zum dritten Mal in die Böckmannstraße, diesmal Nr. 41, wo er mit seiner Frau bis zu seinem Tode 1886 zusammenlebte. Im Bereich des Althamburgischen Gedächtnisfriedhofs, nahe dem Haupteingang des Ohlsdorfer Friedhofs wird auf dem Doppel-Sammelgrabmal der Graphiker und Maler unter anderen an Heinrich Stuhlmann erinnert, dessen Name auf der rechten Maler-Grabplatte steht.

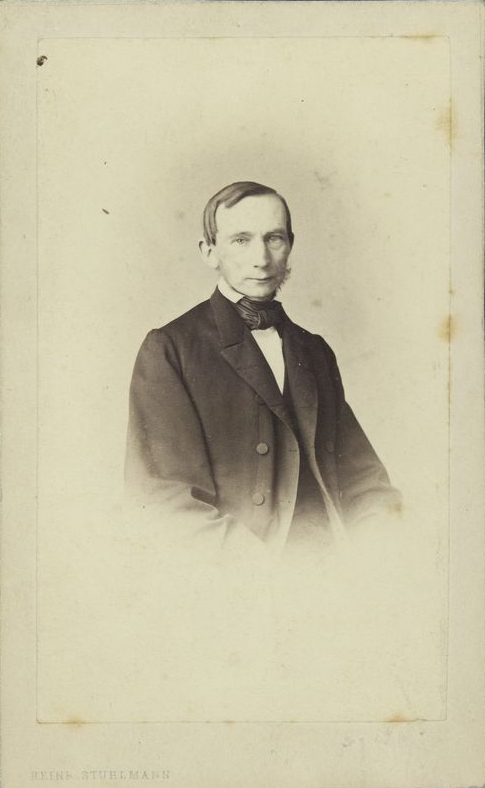
Porträtfoto Pastor Rose von Heinrich Stuhlmann, Albuminpapier auf Untersatzkarton, (CdV), Deutsches Kunstarchiv
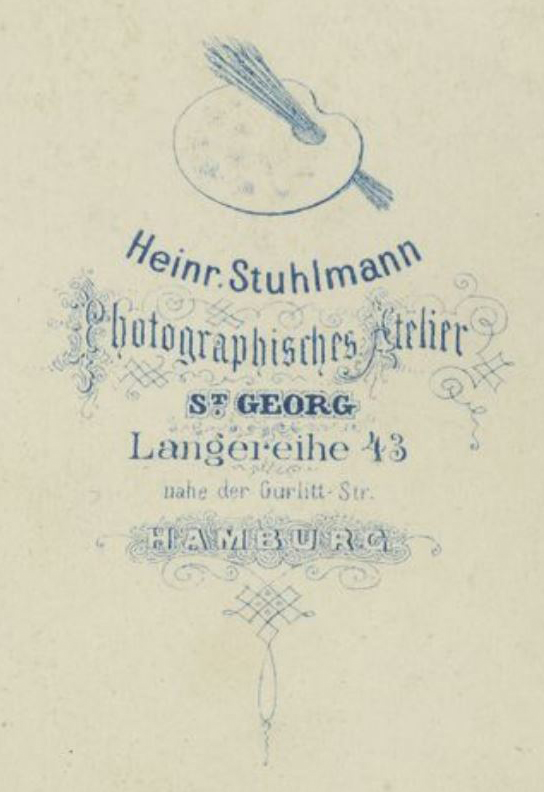
Signet von Stuhlmanns Fotoatelier auf der Rückseite des Untersatzkartons
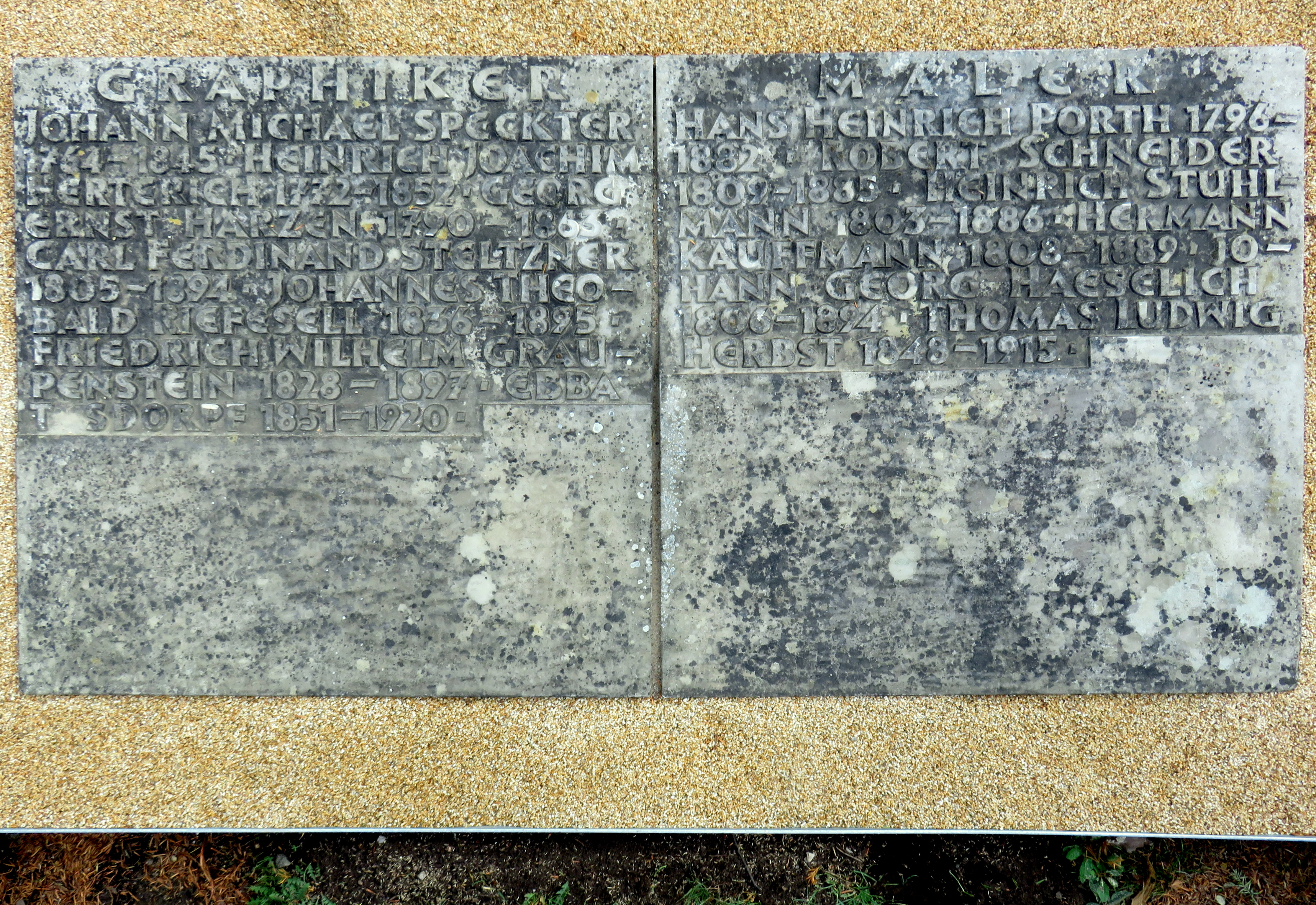
Grabmalplatten

Heinrich Stuhlmann war ein Vertreter der Hamburger Schule. Er war Gründungsmitglied des Hamburger Künstlervereins, Mitglied des Kunstvereins in Hamburg und Mitglied der Allgemeinen Deutschen Kunstgenossenschaft. Heinrich Stuhlmanns Werk umfasst Ölgemälde, Aquarelle, Zeichnungen, Radierungen, Lithografien und Fotografien. Er war mit Werken in der ehemaligen Sammlung von Ernst Rump vertreten. Heute ist er unter anderem in der Hamburger Kunsthalle, dem Museum für Hamburgische Geschichte, dem Altonaer Museum, der Nienstedtener Kirche und dem Philadelphia Museum of Art mit Werken vertreten.
Im Frühjahr 1979 erschien bei der Griffelkunst-Vereinigung Hamburg-Langenhorn (seit 2002 Griffelkunst-Vereinigung Hamburg) eine Auflage der Radierung Löwe aus dem Nachlass Heinrich Stuhlmanns. Dasselbe Motiv erschien ursprünglich 1839 als Radierung. Eine ähnliche Radierung, Löwe und Löwin, erschien ebenfalls 1839.

## Ausstellungen (Auswahl)
Beteiligungen
- 1830: Akademische Kunstausstellung in Dresden – Gemälde Pferdestall und Partie am Plöner See in Holstein, Abendbeleuchtung nach einem Gewitter
- 1830: Gemäldeausstellung in Halberstadt[17]
- 1837: Ausstellung in Hamburg – Gemälde Hannoversches Dorf im Winter und Partie an der Bille in Holstein
- 1837: Ausstellung in Leipzig – Gemälde Hannoversches Dorf im Winter und Partie an der Bille in Holstein
- 1838: Ausstellung in Halle – Gemälde Blankeneser Fischer am Strande, Winterlandschaft und Herbstlandschaft
- 1839: Karlsruher Kunstausstellung – Gemälde Dorfpartie im Winter und Sommerlandschaft[18]
- 1840: Ausstellung des Hamburger Künstlervereins anlässlich des Besuches des dänischen Königs Christian VIII. und seiner Gemahlin Caroline Amalie in der Halle des Hammer Hofes von Karl Sieveking im Hammer Park
- 1858: Fünfzehnte große Kunstausstellung, Kunstverein in Hamburg[19]
- 1862: Ausstellung in Hamburg – Gemälde Dorflandschaft an der Trave
- 1866: Ausstellung in Hamburg – Gemälde Brennende Mühle nach einem Gewitter

Postum
- 1906: Jahrhundertausstellung deutscher Kunst, Berlin – Ölgemälde Blick auf Dresden (Regenstimmung)[20]
- 1912: Ausstellung von Kunstwerken aus Altonaischem Privatbesitz und des Altonaer Künstlervereins, Donner-Schloss im Donners Park, Altona – Aquarell Neumühlen,[21] Ölgemälde Landhaus der Familie de Bos[22]
- 1913: Hamburger Bildnisse aus Privatbesitz, Kunstverein in Hamburg – Porträt von Therese Kauffmann (1812–1885), der späteren Frau von Adolf Repsold[23]
- 1932: Hundert-Jahr-Ausstellung des Hamburger Künstlervereins in der Hamburger Kunsthalle – Ölgemälde Landschaft mit Blick auf Dresden (1906: Blick auf Dresden (Regenstimmung))[24]
- 2019: Hamburger Schule – Das 19. Jahrhundert neu entdeckt (12. April bis 14. Juli), Hamburger Kunsthalle – Ölgemälde An der Alster bei Winterhude und Der Oberlauf der Alster

## Werke (Auswahl)
(Maße: Höhe × Breite)
- 1827: Bergeshöh, Kopie nach einem Gemälde von Johan Christian Clausen Dahl, Öl auf Leinwand, 27,5 × 37,5 cm – Hamburger Kunsthalle
- 1830: Landschaft mit Blick auf Dresden, Öl auf Leinwand, 23,8 × 28,8 cm, ausgestellt 1906 in Berlin und 1932 in Hamburg – Hamburger Kunsthalle
- 1834: An der Alster bei Winterhude, Öl auf Holz, 20 × 30 cm – Hamburger Kunsthalle (Inv.-Nr. HK-3210)
- 1834: Jäger in Winterlandschaft, Öl auf Leinwand, 52 × 63 cm
- 1834 oder 1835: Der Oberlauf der Alster, Öl auf Papier mit Pappe unterlegt, 9,2 × 26,8 cm – Hamburger Kunsthalle (Inv.-Nr. HK-2164)
- 1841: Hirte mit Hund, Öl auf Leinwand, 29 × 31,5 cm
- Juli 1842: Ruine der St. Petri-Kirche nach dem Hamburger Brand von 1842, Graphit und Buntstift auf Papier, 28,3 × 39,8 cm – Museum für Hamburgische Geschichte[25]
- 1843: Das letzte Abendmahl, Ölgemälde – Nienstedtener Kirche in Hamburg-Nienstedten
- 1850: Romantischer Waldweg mit Figurenstaffage und Durchblick auf Kirchlein, Öl auf Holz, 28,5 × 35 cm
- 18??: Landschaft in Holstein, Öl auf Leinwand – Hamburger Kunsthalle
- 18??: Wintertag, Öl auf Leinwand, ca. 69 × 100 cm